# Mammon

Bức tranh Thờ cúng của Mammon của Evelyn De Morgan, 1909.

Mammon /ˈmæmən/ trong Tân Ước của Kinh Thánh thường được định nghĩa là tiền bạc, giàu có vật chất, hoặc bất kỳ thế lực nào hứa hẹn sự giàu có, và được kết hợp với theo đuổi lợi nhuận một cách tham lam. "Anh em không thể vừa làm tôi Thiên Chúa vừa làm tôi Tiền Của được." Vào thời Trung cổ, nó thường được nhân cách hóa như một vị thần và đôi khi được coi là bảy hoàng tử Địa ngục. Mammon trong tiếng Do Thái (ממון) có nghĩa là "tiền". Mammon là vị thần của cải vật chất.
Trong một số phim kinh thánh như Costantine thì Mammon ở đây không liên quan gì đến Bảy hoàng tử của Địa ngục (thất đại tội) mà liên quan đến con của Satan.